# Thunenhyarhen
Thunenhyarhen (Stonecoat, Stone Coats), Kameni kaput je ime mitološkog kamenog diva plemena koja su govorila irokeškim jezicima (Iroquois i Huron). U nekim plemenskim tradicijama postoji samo jedan kameni kaput, dok ih u drugima postoji cijela rasa. Opisuje se da su Kameni kaputi otprilike dvostruko viši od ljudi, a njihova su tijela prekrivena ljuskama tvrdim poput stijene koje odbijaju sva normalna oružja. Povezuju ih sa zimom i ledom, a love i jedu ljude. U nekim legendama Stonecoats su nekoć bili ljudi, a postali su kanibalska čudovišta kao prokletstvo koje ih je kažnjavalo za zla djela, poput Windigosa iz mitologije Chippewa. U drugim legendama Stonecoats nikada nisu bili ljudi, već su bili pleme primordijalnih čudovišta ljudoždera koje je stvorio Flint (Tawiscara).
Ostali domorodački nazivi: Thunenhyarhen; Ronongwaca; Otneyarheh, Ot-nea-yar-heh, Ot-ne-yar-heh, Ot-ne-yar-hed, Atnayalho, Atn'yalhu, Atenenyarhu; Genosgwa, Gennonsgwa, Genonskwa, Genonsgwa, Ge-no-sqwa, Ge-no'sgwa, Genonska; Strendu; Ganehwa:s; ostali engleski nazivi: Stone-Coat, Flint Coat, Stonecoats, Stone Coats, Stonish Giants.